# 守口市立八雲東小学校
守口市立八雲東小学校（もりぐちしりつ やくもひがし しょうがっこう）は、大阪府守口市八雲東町2丁目にある公立小学校。

## 沿革

### 略歴
守口市立守口小学校の児童数が増加したことへの対策として、1972年に同校の校区の一部を分離し、守口市で17番目の公立小学校として現在地に新設開校した。

### 年表
- 1971年9月7日 - 学校建設工事に着工。この日を創立記念日とする[1]。
- 1972年
  - 4月1日 - 守口市立八雲東小学校として開校。
  - 4月5日 - 開校式および第1回入学式を実施。
- 1975年7月23日 - プール設立。
- 1982年10月18日 - 大阪府警察本部より、交通安全優良校として表彰を受ける。
- 1995年2月14日 - 大阪府教育委員会より、「体力づくり」優良校として表彰を受ける。
- 2014年4月1日 - 大日東町1～10番の校区が守口市立庭窪小学校より変更[2]。

## 通学区域
- 八雲東町1丁目（10番以降）・2丁目、大日東町（1～10番）[3]

卒業生は守口市立第一中学校に進学する。

## 交通
- 地下鉄谷町線・大阪モノレール 大日駅 南へ約400m。